# Żurawin (województwo podkarpackie)
Żurawin – osada (dawniej wieś) w Polsce położona w województwie podkarpackim, w powiecie bieszczadzkim, w gminie Lutowiska. Leży na południowy wschód od Lutowisk, przy granicy z Ukrainą. Obszar dawnej wsi jest częścią składową sołectwa Smolnik.
Wieś została lokowana w 1444 roku na prawie wołoskim i stanowiła własność Kmitów. Po II wojnie światowej wieś uległa całkowitemu wysiedleniu. W 1921 mieszkańcy wsi (wówczas 90% grekokatolicy) prawie w 100% zadeklarowali narodowość polską. W latach 1945–1951 Żurawin znajdował się na obszarze ZSRR. Pozostała zabudowa i infrastruktura zostały do roku 1953 zupełnie rozebrane. Dzisiejszy Żurawin to zaledwie kilka wolno stojących i rozrzuconych zabudowań. Na wschodnim zboczu Łysani, bezpośrednio przy granicy z Ukrainą, w zakolu Sanu (za zburzonym mostem) znajduje się trudno dostępny rezerwat przyrody Zakole.
W latach 1975–1998 miejscowość należała administracyjnie do województwa krośnieńskiego.